# Viggianello (Italia)
Viggianello es una localidad italiana de la provincia de Potenza, región de Basilicata, con 3.178 habitantes.

## Evolución demográfica
| Gráfica de evolución demográfica de Viggianello entre 1861 y 2001 |
|                                                                   |
| Fuente ISTAT - Elaboración gráfica por parte de Wikipedia         |